# Assassination
Pour plus de détails, voir Fiche technique et Distribution.
Assassination (암살, Amsal - littéralement « assassinat ») est un film sud-coréen réalisé par Choi Dong-hoon, sorti en 2015.

## Synopsis
En 1911, lors de la colonisation japonaise de la Corée, un résistant, Yeom Sek-jin tente d'assassiner sans succès le gouverneur-général et un homme d'affaires favorable aux Japonais, Kang In-guk.
En 1933, Yeom rencontre des politiciens sud-coréens en exil à Hangzhou en Chine. Il est chargé par ceux-ci de monter une équipe pour assassiner Kang à Séoul.

## Fiche technique
- Titre : Assassination
- Réalisation : Choi Dong-hoon
- Scénario : Choi Dong-hoon, Lee Ki-cheol
- Musique : Dalparan, Young-gyu Jang
- Photographie : Woo-hyung Kim
- Montage : Min-kyeong Shin
- Production : Ahn Soo-hyun, Choi Dong-hoon
- Sociétés de production : Caper Film
- Société de distribution : Showbox
- Pays :  Corée du Sud
- Langue : Coréen
- Durée : 140 min
- Dates de sortie : Corée du Sud : 22 juillet 2015

## Distribution
- Jun Ji-hyun : An Ok-yun
- Jung-jae Lee : Yeom Seok-jin
- Ha Jeong-woo : Hawaii Pistol
- Dal-su Oh : Young-gam
- Jin-Woong Cho : Sok-sapo
- Duk-moon Choi : Hwang Dok-sam
- Lee Geung-young
- Jin Kyung : Ahn Seong-sim

## Accueil
Le film obtient la note de 82 % sur Rotten Tomatoes.

## Box-office
Pour un budget de 16 millions de dollars, le film a été un gros succès et a rapporté 90,9 millions de dollars au box-office.